# Capilla de las Angustias (Jerez de la Frontera)
La capilla de las Angustias es una iglesia ubicada en Jerez de la Frontera (Andalucía, España).
Construida entre la segunda mitad del siglo XVI y el primer tercio del siglo XVIII, tiene su origen, al igual que la Capilla de la Yedra, en una cruz de humilladero situada a extramuros de la ciudad, fuera de la Puerta Real.
Esta cruz de humilladero, al igual que las otras, eran cruces a las afueras de las ciudades y junto a los principales caminos, permitiendo a los viajeros que agradecieran la protección recibida para llegar sanos y salvos a la ciudad.
Esta capilla da históricamente nombre a la Plaza de las Angustias.

## Origen
El embrión de la actual capilla se encuentra en la cruz de humilladero levantada sobre 1578, en advocación a la Nuestra Señora de las Angustias. La cruz evolucionó a ermita ya en el siglo XVI y ésta pasó a ser capilla, debido a la creciente devoción por la advocación de la capilla.
A finales del siglo XVI se realiza una primera ampliación en el edificio, realizándose una segunda ampliación más profunda en 1730.
En 1868, con la revolución de La Gloriosa, se clausura el templo. Se vuelve a abrir en 1872, siendo cedido a varias comunidades religiosas. Será un tiempo de pobreza y cambios en el templo, hasta 1925, en el que el templo empieza a recuperar el brillo patrimonial de antaño.
A mediados del siglo XX se sustituye la pavimentación y se abre una puerta lateral hacia la calle Porvenir en el primer cuerpo de la nave principal, la cual se cerrará en 1981. 
Posteriormente se han realizado trabajos de restauración y consolidación.

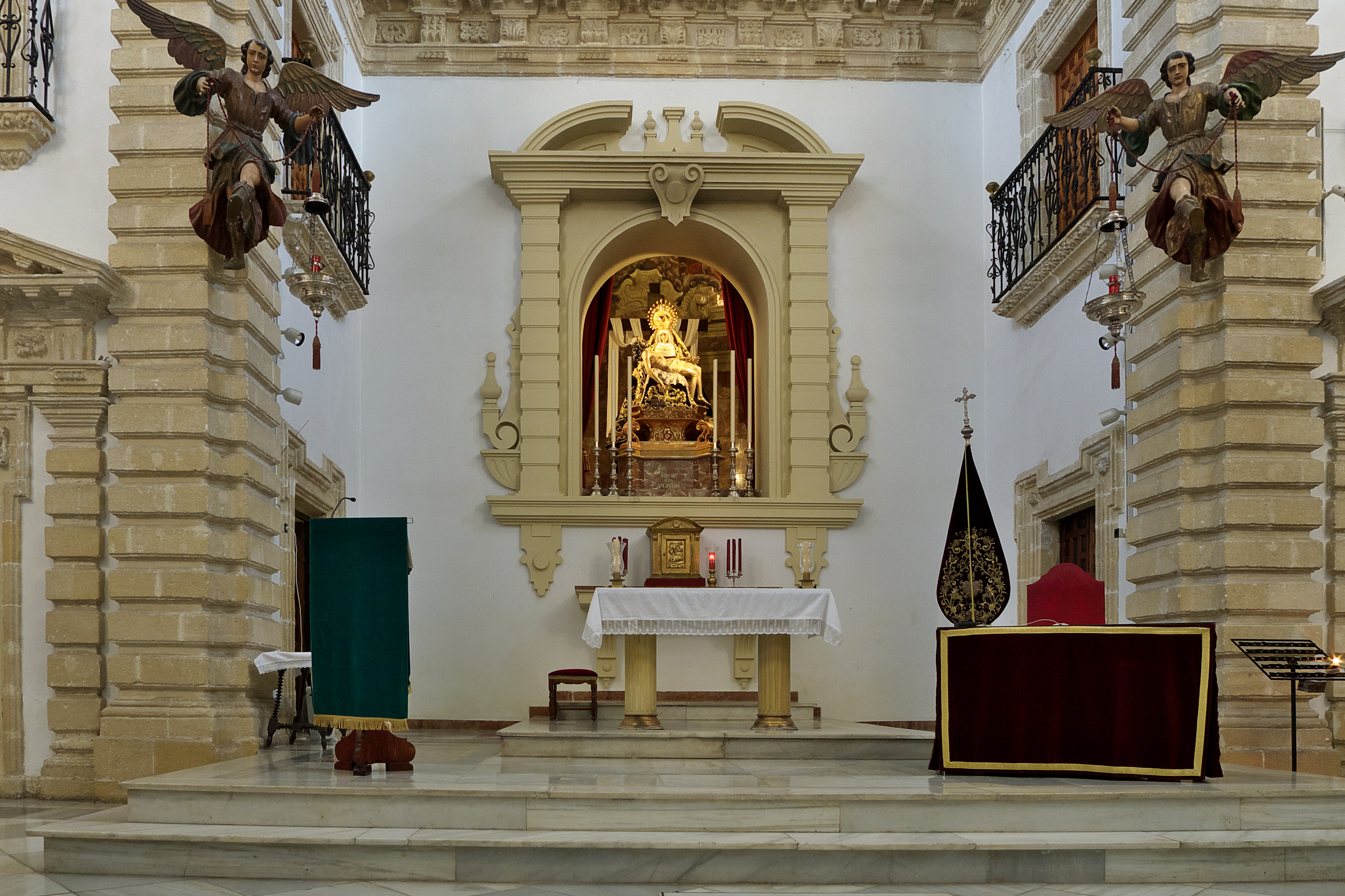
Interior.

## Las Angustias
Estrechamente ligada a la capilla se encuentra la cofradía del mismo nombre (Antigua y Venerable Hermandad de Nuestra Señora de las Angustias), ya que principalmente ésta ha sido la organización que históricamente más ha velado por la conservación de este patrimonio.
La imagen de esta hermandad, Nuestra Señora de las Angustias, está inspirada en La Piedad de Miguel Ángel, la Virgen María con su hijo muerto en el regazo tras ser bajado de la cruz. La imagen original data de 1578